# Chionaema detrita
Chionaema detrita är en fjärilsart som beskrevs av Walker 1854. Chionaema detrita ingår i släktet Chionaema och familjen björnspinnare. Inga underarter finns listade i Catalogue of Life.